# Tuber melanosporum

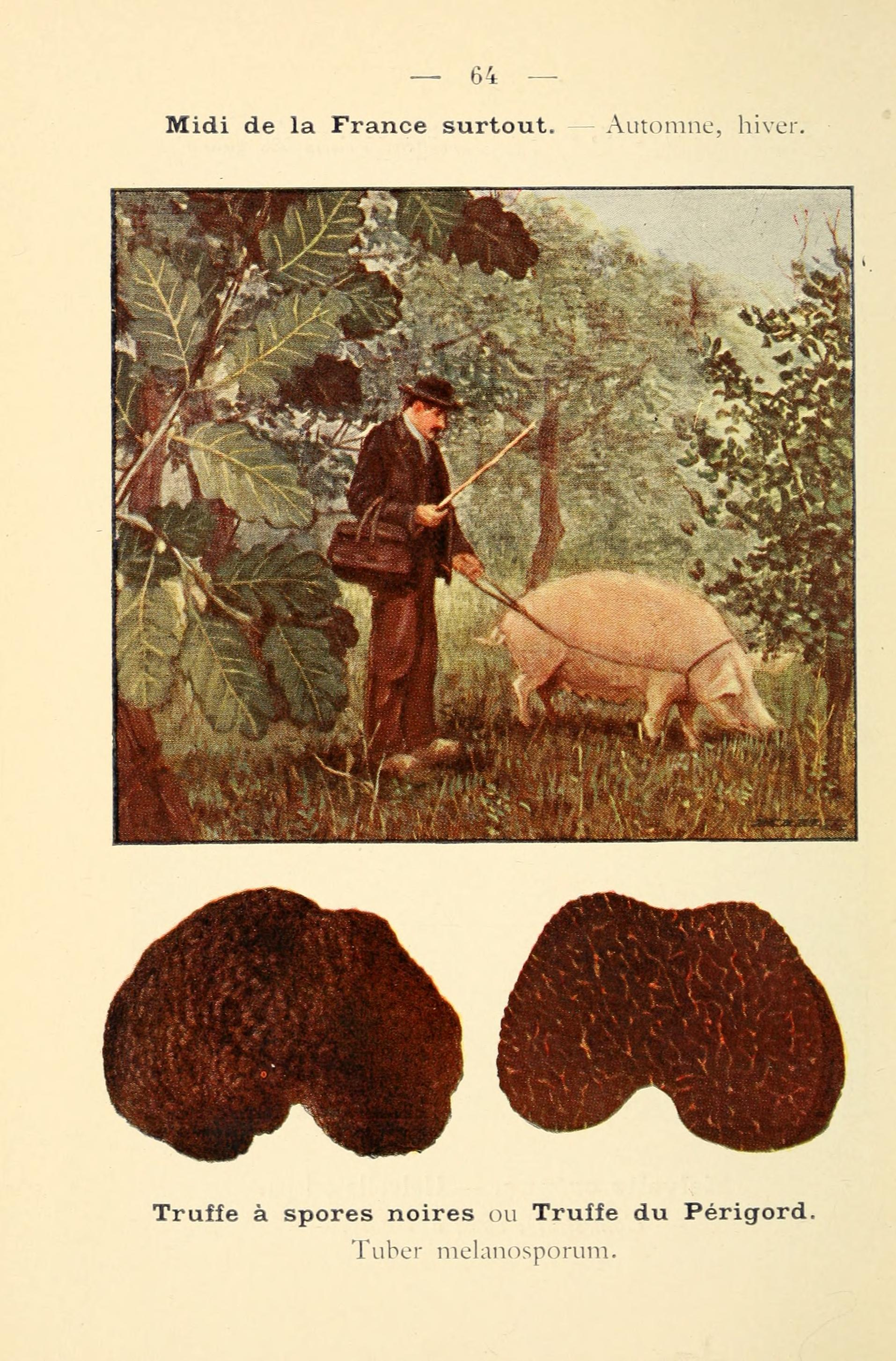
Ілюстрація, що демонструє пошук гриба зі свинею

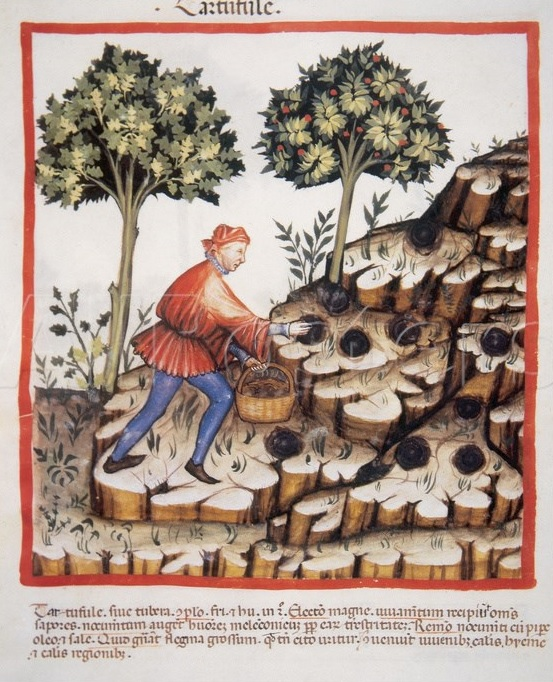
Мініатюра про збір грибів у Tacuinum Sanitatis

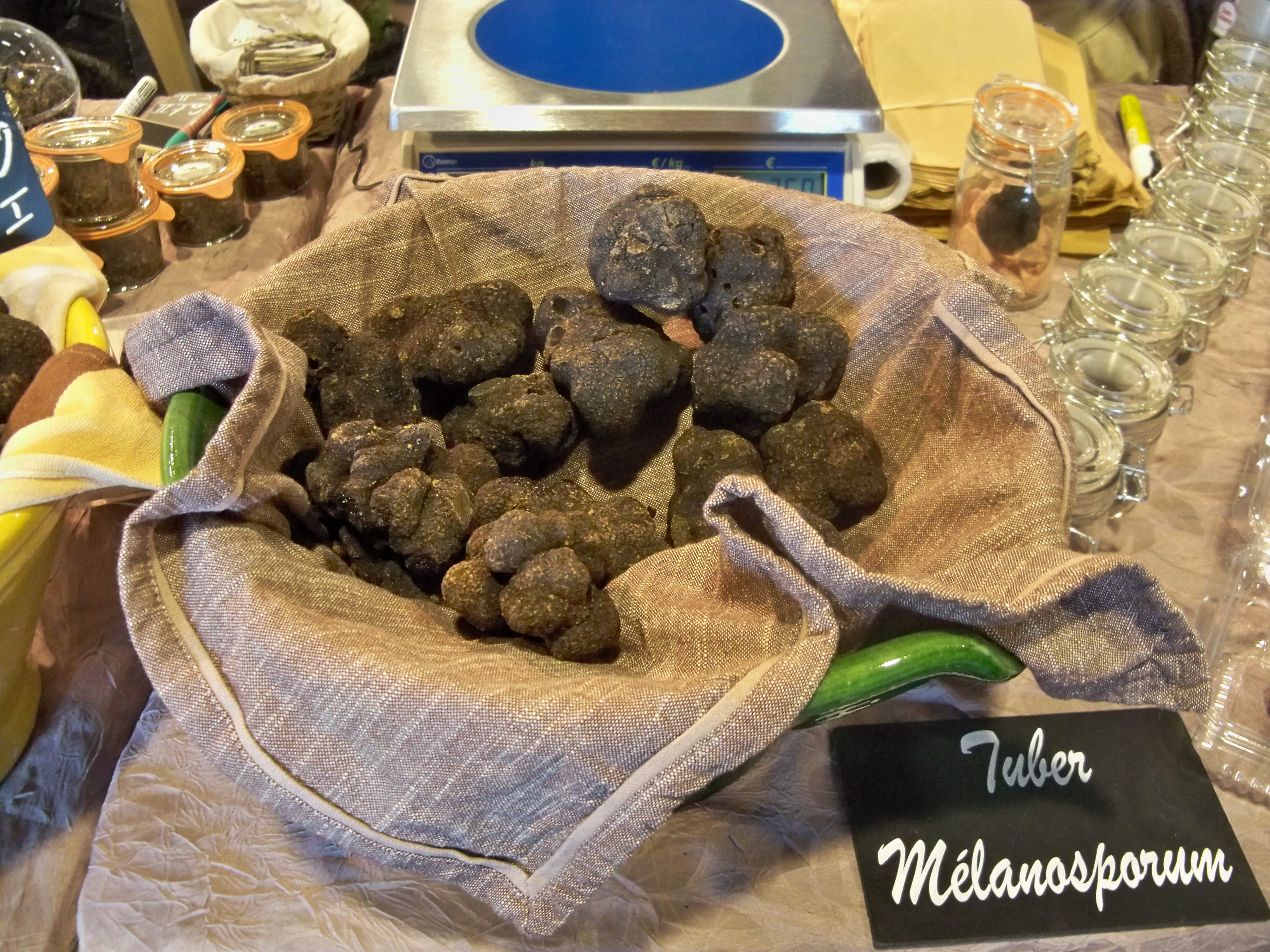
Продаж гриба

Трюфель перигорський, трюфель чорний (Tuber melanosporum) — вид грибів роду трюфель (Tuber). Сучасну біномінальну назву запропоновано у 1831 році.

## Будова
Блискуче шишкувате вугільно-чорне плодове тіло 6-12 см в діаметрі росте під землею. Всередині м'якуш коричневий з білими, як у мармуру, прожилками.

## Життєвий цикл
Росте в серпні-жовтні.

## Поширення та середовище існування
Поширений у Південній Європі. Росте в Італії під дубами на гірських схилах.

## Практичне використання
Один із найдорожчих їстівних грибів у світі. Шукають за допомогою спеціально натренованих собак. Схожий на їстівний білий трюфель (Tuber aestivum).